# Asellus Borealis
Asellus Borealis eller Gamma Cancri (γ Cancri, förkortat gamma Cnc, γ Cnc), som är stjärnans Bayerbeteckning, är en stjärna i centrum av stjärnbilden Kräftan. Eftersom den är belägen nära ekliptikan, kan den ockulteras av månen och, mycket sällan, av någon av planeterna.

## Nomenklatur
Stjärnans traditionella namn är Asellus Borealis (latin för "norra åsnefölet"). År 2016 organiserade internationella astronomiska unionen en arbetsgrupp för stjärnnamn (WGSN) med uppgift att katalogisera och standardisera egennamn för stjärnor.  WGSN fastställde namnet Asellus Borealis för denna stjärna den 6 november 2016 vilket nu är infört i IAU:s Catalog of Star Names.

## Egenskaper
Asellus Borealis är en vit underjätte av typ A med en skenbar magnitud på 4,67, som är belägen omkring 181 ljusår från solen. Dess utstrålning är ca 35 gånger större än solens och den har en yttemperatur på 9 108 K.